# Crenichthys
Crenichthys is een geslacht van straalvinnige vissen uit de familie van de levendbarende tandkarpers (Goodeidae).

## Soorten en ondersoorten
- Crenichthys nevadae Hubbs, 1932
- Crenichthys baileyi
  - Crenichthys baileyi albivallis Williams & Wilde, 1981
  - Crenichthys baileyi baileyi (Gilbert, 1893)
  - Crenichthys baileyi grandis Williams & Wilde, 1981
  - Crenichthys baileyi moapae Williams & Wilde, 1981
  - Crenichthys baileyi thermophilus Williams & Wilde, 1981